# Amor (asteroid)
Amor este asteroidul numărul 1221. A fost descoperit de către astronomul Eugene Joseph Delporte la observatorul Uccle (Belgia) la 12 martie 1932. Are un diametru de un kilometru și dă nume grupului de asteroizi Amor, care se apropie mult de orbita Pământului, fără însă s-o traverseze. Numele alternativ este „1932 EA1”.